# Не думай, что я забыл (фильм, 2015)
«Не ду́май, что я забы́л. Потерянный рок-н-ролл Камбоджи» (англ. Don’t Think I’ve Forgotten: Cambodia’s Lost Rock and Roll) — документальный фильм 2015 года режиссёра Джона Пироцци о камбоджийской рок-музыке 1960—1970 гг., имевшей популярность в Камбодже до прихода к власти красных кхмеров в 1975 году. Идея картины пришла Пироцци во время съемок фильма «Город призраков» в Камбодже, где ему подарили одну из копий сборника Cambodian Rocks.

## Саундтрек
| №  | Название                            | Текст песни | Музыка           | Исполнитель                                      | Длительность |
| -- | ----------------------------------- | ----------- | ---------------- | ------------------------------------------------ | ------------ |
| 1. | «Пномпень» (ភ្នំពេញ)                   | Ouk Mau     | Нородом Сианук   | Королевский университет изобразительных искусств | 3:33         |
| 2. | «Под шум дождя» (ក្រោមសំឡេងទឹកភ្លៀង)       | Сын Сисамут | Сын Сисамут      | Сын Сисамут                                      | 3:03         |
| 3. | «История моей любви» (រឿងស្នេហ៍ខ្ញុំ)      |             | П. И. Чайковский | Чуон Малай                                       | 3:10         |
| 4. | «Дитя моё, не спрашивай!» (កូនអើយកុំសួរ) |             |                  | Хуой Меах                                        | 4:54         |
| 5. | «B.C.K.»                            | Мол Канёл   | Мол Канёл        | ВИА «Баксэй тямкронг»                            | 4:54         |

### Рецензии
- A. O. Scott. Review: In ‘Don’t Think I’ve Forgotten,’ Cambodia’s Lost Generation of Pop Stars (англ.). The New York Times (21 апреля 2015).
- Frank Scheck. 'Don't Think I've Forgotten: Cambodia's Lost Rock and Roll': Film Review (англ.). The Hollywood Reporter (22 апреля 2015).
- Martin Tsai. Review 'Don't Think I've Forgotten' a deft look back at Cambodia's pop scene (англ.). Los Angeles Times (15 мая 2015).